# Barszcz z krokietem
Barszcz z krokietem – kabaret studencki z tzw. zielonogórskiego zagłębia kabaretowego wchodzący w skład Formacji Zaś. Program kabaretu opierał się na „Zielonej Gęsi” Konstantego Ildefonsa Gałczyńskiego.

## Historia
Kabaret wchodził w skład Formacji Zaś. W 1989 roku zdobył I nagrodę na przeglądzie PaKA występując w składzie: Anita Kwiatkowska, Aldona Pastuszka, Katarzyna Ziemniak, Rafał Gośko, Leszek Jenek, Robert Nowaczyński, Radosław Pilonis, Przemysław Slekowowicz, Przemysław Rozenek wcześniej. Reżyserem był wówczas Dariusz Kamys. Przedstawił on swoją wersję Laury i Filona z teatrzyku „Zielona Gęś”. Kabaret otrzymał również nagrodę dodatkową, której fundatorem był pierwszy Komitet Organizacyjny PaKI z roku 1985. Było to trzytomowe wydanie Archipelagu Gułag A. Sołżenicyna.
Kabaret rozpadł się w 1990 roku wraz z rozwiązaniem Formacji Zaś, a program Barszczu z krokietem przejął i zmodyfikował kabaret Potem. Do Potem przeszedł także aktor tego kabaretu, Leszek Jenek.